# Требгаст
Требгаст (нім. Trebgast) — громада в Німеччині, розташована в землі Баварія. Підпорядковується адміністративному округу Верхня Франконія. Входить до складу району Кульмбах. Центр об'єднання громад Требгаст.
Площа — 17,08 км2. Населення становить 1575 ос. (станом на 31 грудня 2020).